# هاشم بن عبدمناف
عمروالعَلاء پسر عبدمَناف معروف به هاشم (۱۵۸ سال پیش از هجرت – ۱۲۵ سال پیش از هجرت) از بزرگان قبیلهٔ قریش و شهر مکه و نیای قبیلهٔ بنی هاشم بود. وی جد محمد پیامبر اسلام بود.
هاشم از بزرگ‌ترین و بانفوذترین شخصیت‌های قریش بود. او به کعبه اهمیت بسیاری می‌داد و قریش را به تکریم و احترام زائران تشویق می‌کرد. لقب هاشم نیز به همین اشاره داشت. هاشم یعنی خرد کننده؛ او به دست خودش نان برای آبگوشت زائران خرد می‌کرد و اولین کسی بود که سنت اطعام و سقایت حجاج را تأسیس کرد.
به خاطر این خصوصیات شایسته در او مردم عرب و قریش به او لقب سید دادند؛ یعنی آقای عرب. لقب «سید» در اولاد او باقی ماند، و این سیادت از او به فرزندانش عبدالمطلب و اولاد او و بعدها به پیامبر اسلام و علی بن ابیطالب و دودمان آن‌ها رسید.
او از امپراتور بیزانس، امان‌نامه گرفت و راه تجارتی برای کاروان‌های قریش باز کرد. در شهر غزه (فلسطین) درگذشت و قبرش در آن جاست. بارگاه هاشم هم‌اکنون با نام «مسجد السید هاشم» در منطقهٔ الدرج شهر قدیمی غزه قرار دارد و به عنوان بزرگ‌ترین و کهن‌ترین مسجد این شهر معروف است. ساختمان فعلی مسجد، از سال ۱۸۵۰ میلادی باقی مانده است که به دستور سلطان عثمانی عبدالمجید ساخته شد. مقبرهٔ هاشم در گوشهٔ شمال غربی مسجد قرار دارد.

## فرزندان
هاشم بن عبدمناف دارای نه فرزند بود.
چهار پسر بنام‌های:
- عبدالمطلب
- أسد: وی نخستین هاشمی بود که در میان هاشمیان زائیده شده بود.[۴]
- أبوصیفی
- نضلة.

و پنج دختر بنام‌های:
- شفاء
- خالدة
- ضعیفة
- رقیة
- حیة
- رقیة، سلمی دختر عمرو بن زید